# Powerade
Powerade è una sport drink prodotta e commercializzata da The Coca-Cola Company. Lanciata sul mercato nel 1988, la sua principale concorrente è la Gatorade della PepsiCo. A partire dal dicembre 2008, Powerade ha raggiunto negli Stati Uniti una quota di mercato del 21,7% nel suo settore, contro il 77,2% della Gatorade.
Viene usata spesso dagli sportivi come integratore alimentare di sali minerali e vitamine.

## Ingredienti
- Acqua
- Zucchero (7,1%)
- Maltodestrina (1,1%)
- Sali minerali (citrato trisodico, citrato monosodico, tripotassico, cloruro di magnesio)
- Acido citrico
- Aromi
- Stabilizzanti (E414, E445)

## Sponsorizzazioni
Powerade è la bibita ufficiale degli Wallabies, degli All Blacks e della Nazionale di rugby a 15 dell'Irlanda, dell'AFL, PGA Tour, NASCAR, NHRA, NCAA, del Team olimpico degli Stati Uniti (esclusi U.S.A. Basketball and U.S. Soccer, che hanno contratti con la Gatorade). Ha rapporti di sponsorizzazione con altre federazioni nazionali olimpiche, con la Football League e altre leghe e squadre  di calcio nel mondo, con la FIFA e con il CIO, grazie al contratto in essere con la Coca-Cola. Molte altre competizioni oltre a quelle citate hanno contratti di sponsorizzazione con il marchio, tuttavia Gatorade ha storicamente la parte più grossa delle sponsorizzazioni. La bibita è inoltre sponsor della squadra di calcio honduregna Olimpia Tegucigalpa, oltre che sponsor minore della Juventus.
Il marchio è infine bevanda ufficiale degli Hoops della lega di Summerbasket, con sede ad Orchard Beach nel Bronx, New York. È l'unica lega di Summerbasket sponsorizzata da un'azienda.